# Алымов, Андрей Яковлевич
Андрей Яковлевич Алымов (1893—1965) — советский учёный и педагог микробиолог, иммунолог и эпидемиолог, доктор медицинских наук, профессор, член-корреспондент АМН СССР (1946). Генерал-майор медицинской службы. Главный эпидемиолог ВМФ СССР и Советской Армии (1942—1946, 1948—1951).

## Биография
Родился 4 ноября 1893 года в слободе Боромля Ахтырского уезда Харьковской губернии в семье крестьянина.
С 1917 по 1922 год обучался на Харьковском государственном медицинском институте, будучи студентом с 1920 по 1921 год работал в Ярославском эвакуационном пункте в должности исполняющего обязанности заведующего лабораторией, с 1921 по 1922 год — сотрудник бактериологической лаборатории Харьковского военного округа.
С 1922 по 1924 год на научно-исследовательской работе в Харьковском окружном военном госпитале в должности заведующего лаборатории. С 1924 по 1930 год на научно-клинической работе в Харьковской больнице в должности заведующего центральной лабораторией, одновременно с научной занимался и педагогической работой в Харьковском институте усовершенствования врачей в должности ассистента. С 1930 по 1934 год находился в зарубежной командировке в Иране, где являлся заведующим бактериологической лаборатории Тегеранской больницы.
С 1934 по 1941 год на научной работе во Всесоюзном институте экспериментальной медицины в должности научного сотрудника и заведующего лаборатории. С 1941 по 1945 год на научной работе в Институте патофизиологии и экспериментальной терапии АМН СССР в должности научного сотрудника. С 1941 по 1942 и с 1946 по 1948 год одновременно с научной занимался и педагогической работой в Военно-морской медицинской академии имени С. М. Кирова в должности начальника кафедры эпидемиологии. С 1945 по 1954 год на педагогической работе в Центральном институте усовершенствования врачей в должности заведующего кафедрой военно-медицинского факультета.
С 1942 по 1946 год одновременно с научно-педагогической деятельностью А. Я. Алымов являлся — главным эпидемиологом ВМФ СССР и с 1948 по 1951 год — главный эпидемиолог Советской Армии. С 1954 по 1965 год на научно-исследовательской работе в Институте нормальной и патологической физиологии АМН СССР в должности заведующего лаборатории.

### Научно-педагогическая деятельность
Основная научно-педагогическая деятельность А. Я. Алымова была связана с вопросами в области микробиологии, иммунологии, инфекционной патологии и эпидемиологии.
В 1946 году был избран член-корреспондентом АМН СССР. Под руководством А. Я. Алымова было написано около семидесяти научных трудов, в том числе монографий. Под его руководством было защищено свыше тридцати докторских и кандидатских диссертаций. А. Я. Алымов являлся редактором и автором статей во втором издании Большой медицинской энциклопедии.
Скончался 7 февраля 1965 года в Москве, похоронен на Новодевичьем кладбище (Колумбарий, секция 127).

## Награды
- Орден Трудового Красного Знамени
- Орден Красной Звезды
- Медаль «За оборону Ленинграда»[6]